# Tetyana Hlouchtchenko
Tetyana Hryhorivna Hlouchtchenko (en ukrainien : Тетяна Григорівна Глущенко, en russe : Татьяна Григорьевна Глущенко, transcrit Tatiana Grigorievna Glouchtchenko), née Lapchinova le 12 juillet 1956 à Kiev (RSS d'Ukraine) est une handballeuse ukrainienne. Avec l'URSS, elle est championne olympique en 1976.

## Carrière
Elle évolue de nombreuses saisons au Spartak Kiev avec lequel elle remporte notamment six Championnats d'URSS et trois fois la Coupe des clubs champions (C1) en 1975, 1977, 1979.
Le Spartak formant l'ossature de l'équipe nationale soviétique, elle est médaillée d'argent aux Championnats du monde 1975 et 1978 et remporte le premier titre olympique féminin en handball lors des Jeux olympiques 1976 à Montréal.

## Palmarès

### En club
- Vainqueur de la Coupe des clubs champions (C1) (3) : 1975, 1977, 1979[3]
- Vainqueur du Championnat d'URSS (6) : 1974, 1975, 1976, 1977, 1978, 1979

### En équipe nationale
- Médaille d'argent au Championnat du monde 1975
- Médaille d'or aux Jeux olympiques 1976 à Montréal
- Médaille d'argent au Championnat du monde 1978